# Хільперік I (король бургундів)
Хільперік I  (лат. Chilperikus; д/н — бл 480) — король бургундів у 473—480 роках.

## Життєпис
Молодший син короля Ґундагара. У 436 році Бургундське королівство на Рейні було знищено гунськими військами внаслідок підбурювання Флавієм Аецієм. В цій війні загинув батько Хільперіка, а старший брат Гундіох став королем. У 443 році останній з дозволу імператора отримав володіння в Сабаудії, де бургунди стали федератами.
Хільперік сприяв братові в розширенні володінь та утворенні нового Бургундського королівства. У 457—458 роках очолював війська, що Гундіох відправив на допомогу вестготському королю Теодоріку II, який тоді воював зі свевами. У 460—470-х роках брав участь у походах на південь та північ, воював з франками і вестготами.
У 473 році після смерті брата стає королем, проте вимушений був поділитися землями і владою зі своїми небожами — Гундобадом, Годомаром, Годегізелем і Хільперіком II. Втім основні рішення приймав саме Хільперік I, що було визнано імператором Гліцерієм, що надав Хільперіку посаду magister militum Galliarum (військового магістра Галлії), яку міг мати лише король бургундів.
Хільперік I продовжив війну з вестготами за Овернь, що тривала до 474 року. Того ж року зайняв місто Везон. Разом з тим розширив володіння на північ від Женевського озера. До 479 року було захоплено області навколо міст Діжон і Безансон. Під час цих подій Юлій Непот, якого було повалено 475 року, але він зберігав титул імператора визнав незалежність Бургундського королівства та усі захоплення в Галлії. Остаточно незалежність була здобута після падіння Західної Римської імперії 476 року.
Помер близько 480 року бездітним. Владу розділили Гундобад, Годомар I, Годегізел і Хільперік II, які негайно почали боротися між собою.